# Auguste Goffinet

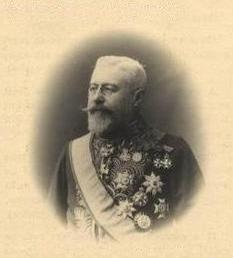
Gravure van August Goffinet

Auguste Goffinet (Brussel, 28 augustus 1857 - 4 mei 1927), was 'secretaris van de bevelen' van koning Leopold II en koningin Maria Hendrika.

## Familie
Baron Auguste Constant Jules Marie Goffinet was de tweelingbroer van Constant Goffinet. Ze waren de oudste zoons van Adrien Goffinet en Marie-Thérèse De Cock.
De tweelingbroers die hun hele leven als twee druppels water op elkaar geleken, doorliepen samen een loopbaan in dienst van koning Leopold II. Ze waren als het ware 'getrouwd' met het koningshuis en bleven vrijgezel. 

## Levensloop
Auguste Goffinet had net zijn doctoraat in de rechten behaald toen hij, amper twintig jaar, door zijn vader in dienst werd genomen van het koningshuis. Dit gebeurde bij Koninklijk Huisbesluit van 15 februari 1876. Beide broers werden benoemd tot 'attaché bij het secretariaat van de bevelen van de koning' en bleven tot aan de dood van de koning twee van zijn naaste medewerkers.
Auguste werd opgenomen als ambtenaar in het ministerie van buitenlandse zaken en klom op tot de graad van buitengewoon gezant en gevolmachtigd minister, ook al bekleedde hij slechts eenmaal een diplomatieke post. Op aandringen van eerste minister Frère-Orban moest hij in 1881 legatiesecretaris worden in Den Haag. Na een paar jaar was hij weer in Brussel en bleef voortaan volledig in dienst van het koningshuis.
In 1880 werd hij belast met het beheren van het 'Fonds spécial africain', een onderdeel van het privévermogen van de koning. Op aandringen van eerste minister Frère-Orban moest hij echter in 1881 legatiesecretaris worden in Berlijn. Na een paar jaar was hij weer in Brussel en bleef voortaan volledig in dienst van het koningshuis.
In 1886 benoemde de koning hem tot 'Secretaris van de Bevelen van de koning en de koningin'. Hij bleef ook beheerder van het 'Fonds spécial africain' en van het vermogen van ex-keizerin Charlotte. 
Samen met zijn broer behoorde hij tot de absolute vertrouwenspersonen van de koning. Hij was op de hoogte van alle financiële transacties die met Kongo-Vrijstaat te maken hadden. Zoals zijn vader was hij ook raadgever en tussenpersoon in heel wat aangelegenheden. 
De functie van secretaris van de koning vervulde hij tot aan de dood van Leopold II. Koning Albert I gaf hem einde 1909 eervol ontslag.
Leopold II benoemde hem, samen met zijn broer Constant, tot zijn testamentuitvoerder, met als opdracht al zijn papieren in ontvangst te nemen, te ordenen en te schiften en vervolgens over te maken aan de troonopvolger. Het aanzienlijke maar ongeordende archief dat zich op het koninklijk paleis of in eigendommen van de overleden koning bevond, werd aldus, na ordening, ondergebracht in het koninklijk archief, in het rijksarchief of in het archief van verschillende ministeries (kolonies, buitenlandse zaken enz). Wat toen niet was geweten, was dat zich nog steeds in het ouderlijk huis van de Goffinets, waar de twee broers als vrijgezellen woonden, het archief bevond destijds bewaard door hun vader, samen met hetgeen zij daar in de loop van de jaren hadden aan toegevoegd. Het was zeer waarschijnlijk in opdracht van de koning dat ze dit archief voor zich behielden. Enerzijds ging het om koloniaal archief, anderzijds om archief dat had kunnen gebruikt worden in de erfenisdisputen die toen de familie verscheurden.
Het is pas in de jaren 1990 dat het grootste deel van deze archieven (een deel was ondertussen door vocht aangetast en vernietigd) tevoorschijn kwam en, na aankoop door de Koning Boudewijnstichting, in het koninklijk archief terechtkwam.